# Hamadan
Hamadan ou Hamedan ou en dialecte local Hemedan (« celle des Mèdes ») (en persan : همدان) est l'une des principales villes d'Iran dans la région occidentale et montagneuse du pays, capitale de la province du même nom. Cette ville est située sur les pentes de l'Alvand, à plus de 1 800 m d'altitude, ce qui fait d'elle l'une des villes les plus froides d'Iran. En 2006, le Majlis a déclaré Hamadan capitale iranienne de l'histoire et la civilisation. Elle est connue dès l'Antiquité sous le nom d'Ecbatane, capitale de la Médie et du premier empire iranien.

## Histoire
Hamedan était un point de passage obligé pour les routes commerciales entre la Mésopotamie et le reste de l'Iran. Elle serait mentionnée sous le nom d’Amadana dans les annales de l'empereur d'Assyrie Téglath-Phalasar Ier (1116-1077), et les Grecs l'appelèrent Ecbatane,,. Son nom est écrit Agbatana dans Eschyle,, et Agámtanu par Nabonide. Dans l'inscription de Darius Ier à Béhistoun (Behistun), le nom de la ville apparaît sous la forme Hamgmatāna en vieux-perse, Ag-ma-da-na en élamite et A-ga-ma-ta-nu en Akkadien. Cette inscription est habituellement interprétée comme désignant un lieu d'assemblée : il semble qu'avant même la formation de l'état mède, une sorte d'assemblée du peuple s'y réunissait.

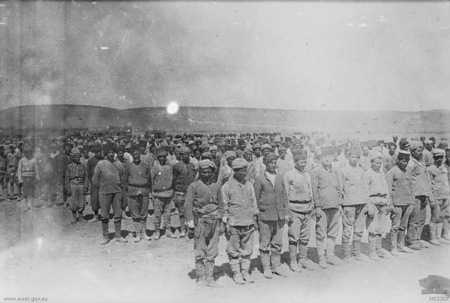
Bataillon arménien sous commandement britannique,
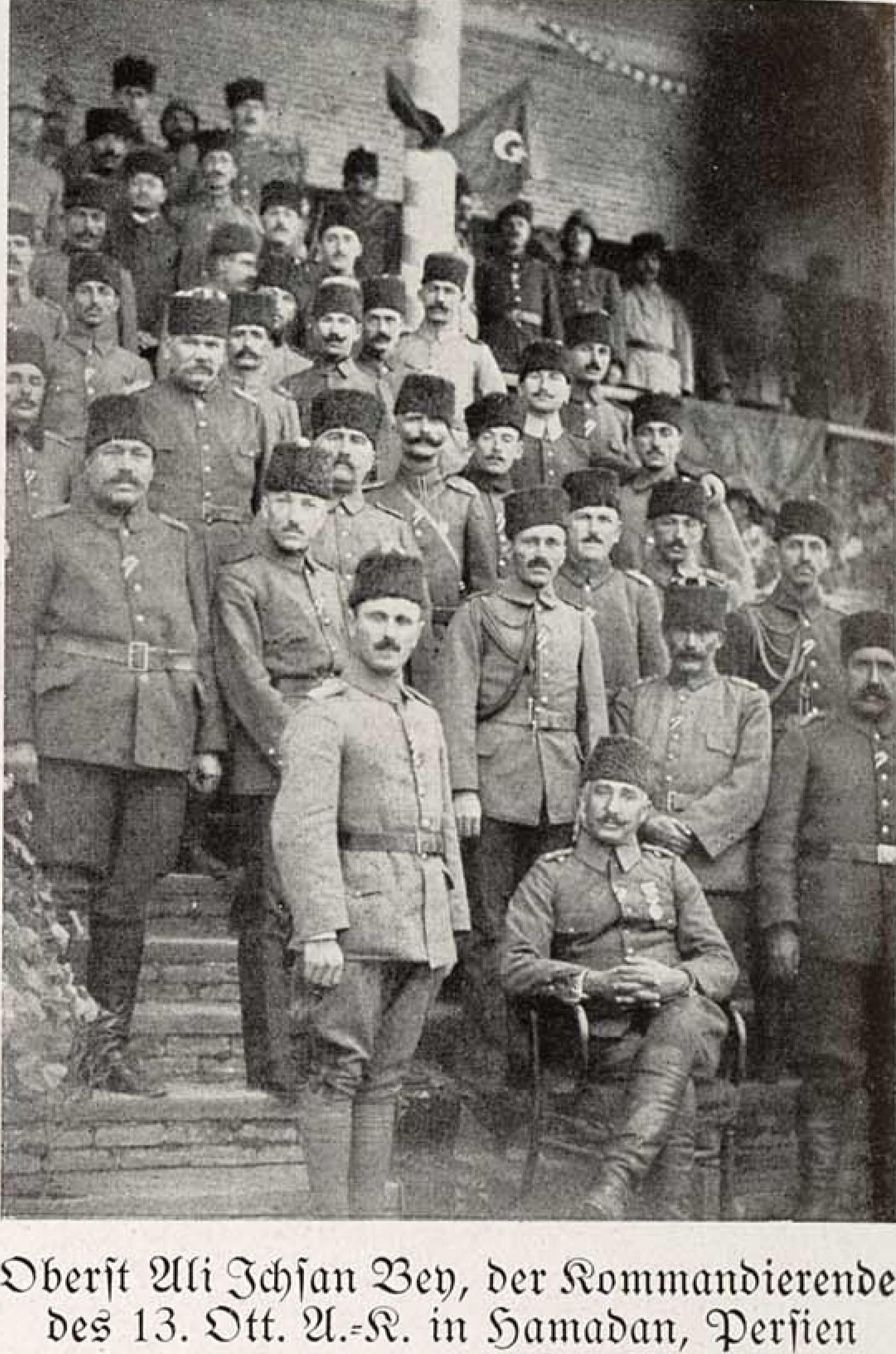
XIIe corps ottoman à Hamadan.

Selon Hérodote, la ville aurait été fondée au VIIe siècle av. J.-C. par le roi Déjocès, dont l'existence est discutée. Elle se développe autour des sept remparts de sa forteresse antique. Au VIe siècle av. J.-C., elle voit naître le roi perse Cyrus le Grand, qui la fera tomber sous sa domination vers 550 av J.-C. en battant le roi Astyage, son grand-père maternel. Ecbatane devient alors une capitale de l'empire perse. La ville est prise et détruite par deux fois : une première fois par les Arabes en 642 et une seconde fois par les Mongols en 1221. Izirtu (de), ville des Mannéens, pourrait se trouver à proximité.
Durant la Première Guerre mondiale, lors de la Campagne perse la ville fut le lieu de nombreux combats entre les forces russes et Turko-allemandes et fut occupées alternativement par les deux parties. Reprises par la Grande-Bretagne elle fut rendue en 1918.

## Éducation
La ville abrite plusieurs universités dont l'université Avicenne, l'université d'ingénierie électrique, l'université des sciences médicales et l'université islamique libre.

## Sites et monuments

Dans la mosquée Jameh à Hamadan. Janvier 2018.

La ville abrite le tombeau d'Avicenne et le maison qui abrite censément les tombes d'Esther et de Mardochée ce qui en fait un haut lieu de pèlerinage pour les Juifs d'Iran. Le mausolée d'Esther et Mardochée est aussi respecté des musulmans chiites et sunnites iraniens, car ils sont associés à la tradition biblique, dont le Coran reprend de nombreux aspects et passages.

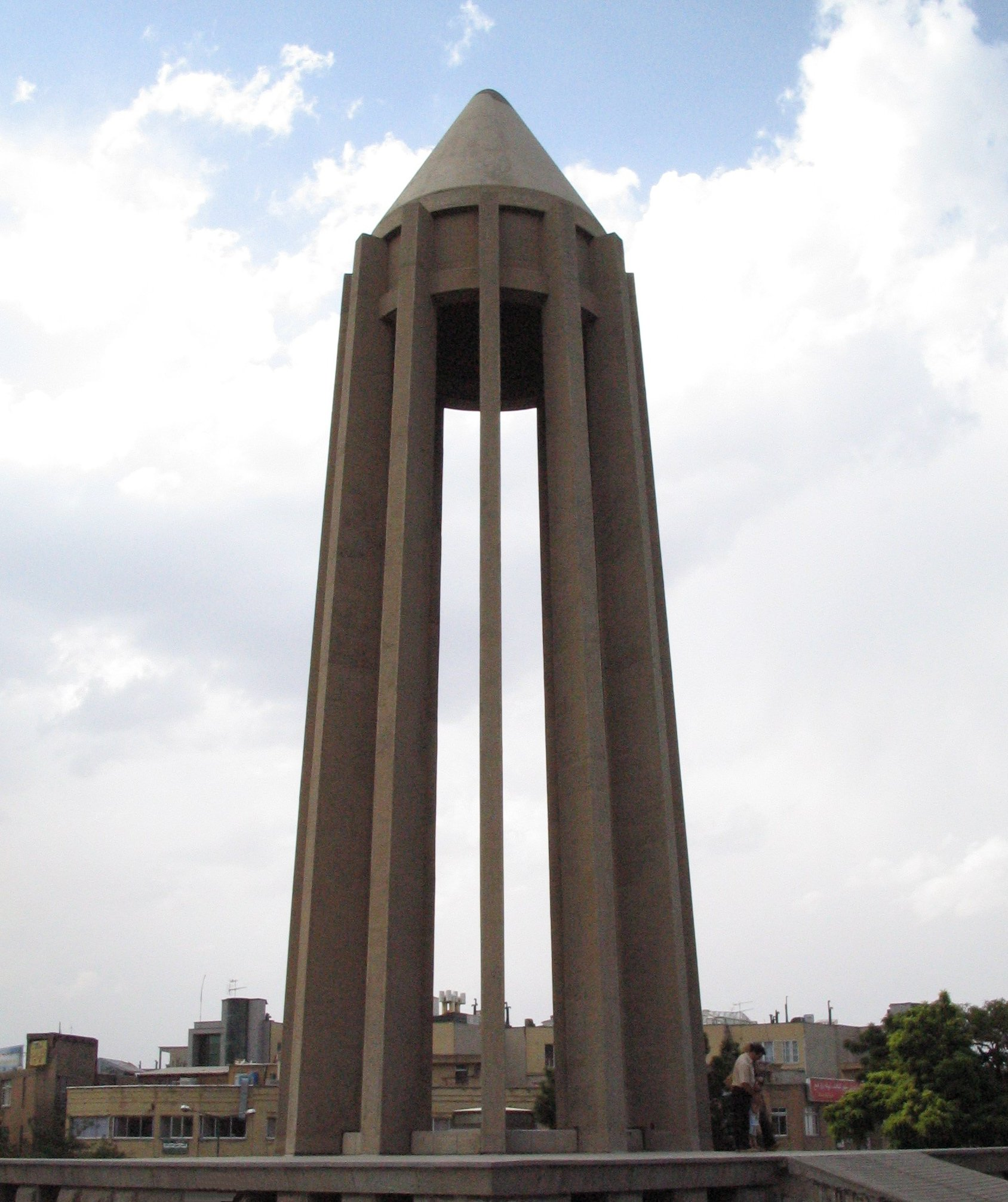
Mausolée d'Avicenne.
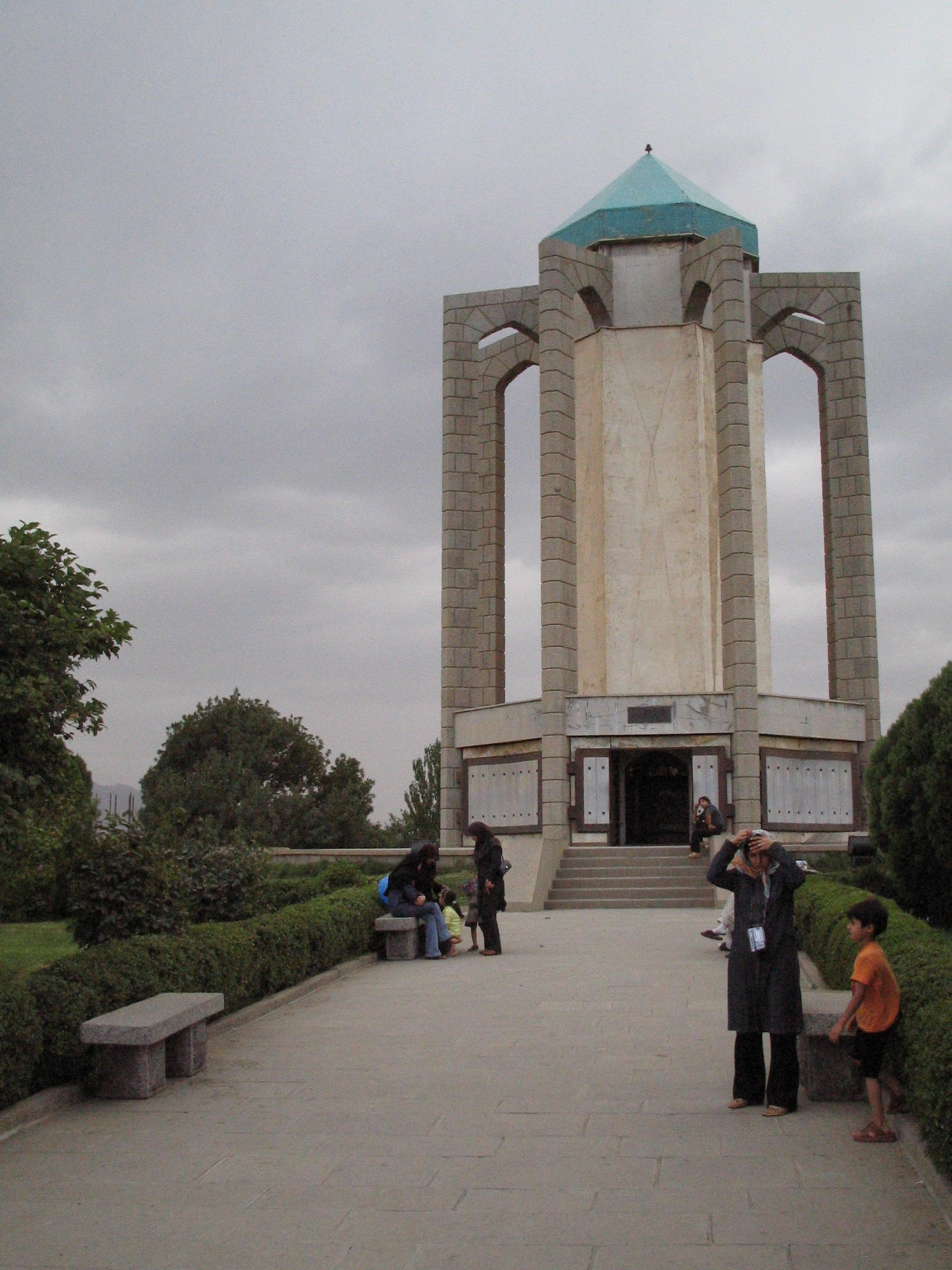
Mausolée de Baba Taher.

## Personnalités liées à la ville
- Ahmad NikTalab y est né le 22 avril 1934
- Avicenne y est mort un vendredi d'août 1037.

## Villes jumelles
- Kulyab, Tadjikistan